# スーパーリアルダーウィン
SRD SUPER REAL DARWIN（SRDスーパーリアルダーウィン）は、データイーストが1987年に発売したアーケードゲームである。
基本システムはオーソドックスな『ゼビウス』式上下撃ち分けの縦スクロールシューティングゲームだが、ダーウィン4078の次作として、前作同様進化をモチーフにしたゲームシステムを盛り込んだ異色作である。

## 世界観・基本システム
前作同様、巨大な宇宙船内での出来事である。
「EVOL（イボル）」というキャラクタは、存在がエネルギーだけの生命体であり、そのままでは拡散して存在自体が失われてしまうため、自らをカプセル状の容器に収めた物。但し、前作と違い黒い「EVOL」が出現し、これが異常進化の種となる。また、特定の地上物の上でも異常進化を行う。また一定の退化の後に被弾することによって突然変異を引き起こし、最強形態になるが「EVOL」を獲り続けなければ、時間切れでいきなりピスター（PISTER: 最弱状態）にまで退化してしまう。

### 自機
8方向レバーと2ボタン（対空ショット、対地ショット）で操作する。対空ショットは後述の「進化」により実に多彩に変化し、対地ショットは異常進化により変化する。

## パワーアップ・進化システム
最大の特徴は自機の進化システム。自機はHODOYODO形態からゲームスタートするが、特定の敵を倒すことで出現するEVOLを摂取することで1段階の「進化」を行なう。敵弾に被弾しても、ピスター（PISTER:最弱状態）に退化するだけで済むが、敵の体当たりだと即死。
しかし、進化によって火力がアップする一方、自機のサイズ及び当たり判定も大きくなる為に、クリアするには進化調整が必要となる。
それぞれの形態には名前が付けられており、攻撃内容や形状によって関連性が見られる。それらは画面に表示される情報であり、「設定上の物」に留まっていない。
また、新たに各面のボスを倒すと現れる「繭」、及び特定の地上物を倒すと現れる「DNA」が追加された。
「繭」は当たり判定の無い分身であって、EVOLを摂取することによって進化し、横方面への攻撃を行う。
「DNA」は自機が死んでリスタートを行う際、摂取した数だけ進化した状態からスタートできる。

### 退化
自機は、一定時間「EVOL」を獲らなければ、一段階退化する。しかし、この退化が最強形態への突然変異の手段でもある。

### 突然変異
- 特定の進化段階から数段階退化した後、被弾する事で発現。
- 特定の進化段階で、黒EVOLを獲る事で発現。
- 特定の敵の地上物の上で、敵の変化により発現。

これらの手段により、通常のパワーアップ手順では出現しない「突然変異」が行われる。無敵化・対空や対地ショットの強化だが、それらは通常のシューティングゲームでは見られない極めて癖の強い攻撃を行なう。いずれの形態にしても敵の体当たりには無力であり、一定期間EVOLを獲らなければ最弱状態まで退化する。

### 敵弾
敵が撃ってくる弾には大きく分けて2種類がある。一つは自機に対して一定速度でしか撃たないもの、もう一方は「自機との距離に応じた逆スピード（遠ければ速い、近ければ遅い、という人間の思い込みを逆手にとった攻撃）」の弾を撃つものである。これにより必ずしも敵との距離を開けておけば弾が避け易いわけではないという独特のゲームバランスを醸し出している。

## 評価
ゲームバランスは、かなり破綻していた感がある。例えば、1面ボスは最強に進化した状態であれば瞬殺が可能だが、一段階でも進化が足りないと、難易度は機体の大きさと共に異常な程に増す。かといって進化が足りない細い自機状態では圧倒的に火力が足りずクリアは困難である。これが原因で初心者の裾野を狭めてしまった。また、パターンさえ知っていれば簡単に行ける後半へも、知らなければ辿り付くのも難しい。後に発展する弾幕系シューティングゲームと比較して、当たり判定やゲーム進行など、全く正反対の発想だった。

## 関連作品

### シリーズ作
- ダーウィン4078 - 1986年データイースト。
- ダーウィン4081 - 1990年4月8日発売。セガがメガドライブ用に開発（データイーストが製作[1]）。4078とSRDを折衷した内容。タイトルの"4081"は、4078→SRD→アクトフェンサーといった進化を取り入れたゲームの4作目なので、4078+3、ということで付けられた。

### 続編ではないが共通点がある作品
- アクトフェンサー − データイースト。進化システムを使った横スクロールアクション。
- 宇宙戦艦ゴモラ − UPL。巨大化する自機が登場。
- バミューダトライアングル − SNK。パワーアップによって進化する自機が登場。